# ویتنی مایرز
ویتنی مایرز (به انگلیسی: Whitney Myers) (زادهٔ ۸ سپتامبر ۱۹۸۴) شناگر اهل ایالات متحده آمریکا است.